# Modern Talking
I Modern Talking sono stati un gruppo musicale tedesco composto da Dieter Bohlen e Thomas Anders.
Alcuni tra i loro brani più celebri sono You're My Heart, You're My Soul, Cheri, Cheri Lady, Atlantis Is Calling (S.O.S. for Love), Brother Louie, tutti raccolti nei primi tre album della loro produzione. A questi seguirono altre hit come Geronimo's Cadillac, Jet Airliner e In 100 Years.... Testi e suoni delle canzoni vengono scritti tutti da Bohlen che affida una ritmica studiata alla maggior parte dei suoi brani, mentre la voce è di Anders. Il loro successo si configura soprattutto in Germania, in Russia e in molti Paesi dell'est Europa, ma anche in Francia, Spagna e Giappone. Nel Regno Unito entrano in classifica solo una volta con il singolo Brother Louie. In Italia il loro successo è legato soprattutto ai singoli You're My Heart, You're My Soul, Cheri Cheri Lady e Atlantis is Calling, ma anche i dischi che seguono hanno comunque riscosso un discreto successo di vendite.
Terminato questo breve triennio (dal 1984 al 1987) di successi internazionali, il duo si scioglie, e Bohlen si dedica ad un progetto tutto suo, i Blue System, con risultati notevoli in termini di notorietà in tutta Europa anche se in Italia rimane pressoché sconosciuto. Anders riprende la carriera da solista con risultati meno importanti rispetto ai Blue System in termini di vendita, ma dimostrando di sapersi staccare dal pop/dance dei Modern Talking confermando doti vocali anche in altri generi.
Dopo dieci anni dedicati ai rispettivi progetti solisti e a molte produzioni discografiche per altri artisti, Bohlen e Anders ritornano a formare i Modern Talking, pubblicando nel 1998 l'album Back for Good, massimo successo nella storia del gruppo. L'album contiene i più grandi successi del duo riletti in chiave moderna più quattro inediti: I Will Follow You, Don't Play with My Heart, We Take a Chance e Anything is Possible.
Fino al 2003 producono un disco all'anno, quando annunciano il nuovo e definitivo scioglimento del gruppo.
Bohlen si è in seguito dedicato all'attività di produttore discografico per Sony/BMG scoprendo numerosi giovani talenti tra cui Alexander, Mark Medlock, Daniel Schuhmacher, cantanti di successo in Germania e tutti usciti dai talent show tedeschi in onda sul canale tv RTL, a cui lo stesso Bohlen partecipa come giudice e talent scout.
Anders è tornato alla sua carriera da solista producendo alcuni album pop, tra cui This Time (2004) e Songs Forever (2006). Il suo ultimo album Cosmic è uscito il 25 marzo 2021.

## Discografia

### Album
- 1985 - The 1st Album
- 1985 - Let's Talk About Love
- 1986 - Ready for Romance
- 1986 - In the Middle of Nowhere
- 1987 - Romantic Warriors
- 1987 - In the Garden of Venus
- 1998 - Back for Good
- 1999 - Alone
- 2000 - Year of the Dragon
- 2001 - America
- 2002 - Victory
- 2003 - Universe
- 2004 - The Final Album

### Singoli
- 1984 - You're My Heart, You're My Soul
- 1985 - You Can Win If You Want
- 1985 - Cheri, Cheri Lady
- 1986 - Brother Louie
- 1986 - Atlantis Is Calling (S.O.S. for Love)
- 1986 - Geronimo's Cadillac
- 1986 - Give Me Peace on Earth
- 1987 - Jet Airliner
- 1987 - In 100 Years...
- 1998 - You're My Heart, You're My Soul '98
- 1998 - Brother Louie '98
- 1999 - You Are Not Alone
- 1999 - Sexy Sexy Lover
- 2000 - China in Her Eyes
- 2000 - Don't Take Away My Heart
- 2001 - Win the Race
- 2001 - Last Exit to Brooklyn
- 2002 - Ready for the Victory
- 2002 - Juliet
- 2003 - TV Makes the Superstar